# Qingaphodius ochotonarum
Qingaphodius ochotonarum är en skalbaggsart som beskrevs av Kral 1997. Qingaphodius ochotonarum ingår i släktet Qingaphodius och familjen Aphodiidae. Inga underarter finns listade i Catalogue of Life.